# Gustaf Crona
Gustaf Crona, precedentemente noto come Gustaf Andersson (Örebro, 6 novembre 1979), è un ex calciatore svedese, di ruolo difensore.

## Carriera

### Club
Crona vestì la maglia dell'Örebro dal 1999 al 2004, collezionando 106 presenze e 7 reti nell'Allsvenskan. Nel 2005, passò al Landskrona BoIS. L'anno seguente, si trasferì ai norvegesi del Sandefjord. Esordì nell'Eliteserien il 9 aprile 2006, nel pareggio a reti inviolate contro lo Stabæk.